# John Sánchez (político)
John A. Sánchez (Albuquerque, Nuevo México; 11 de enero de 1963) es un político estadounidense miembro del Partido Republicano. 

## Biografía

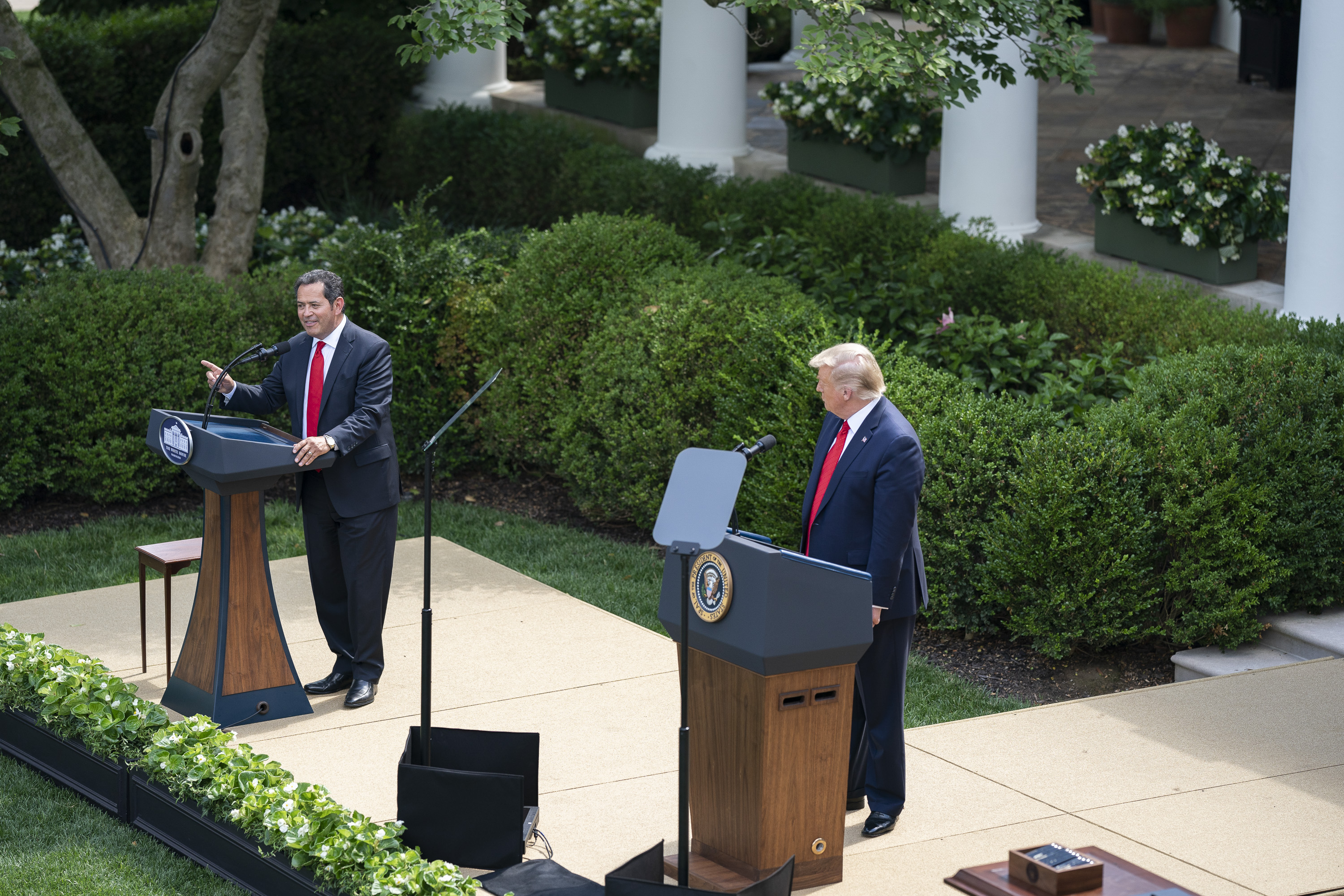
El presidente Donald Trump escucha mientras Sánchez pronuncia sus comentarios en el jardín de rosas de la Casa Blanca en 2020

Sánchez, una vez asistente de vuelo y agente de bienes raíces, fundó Right Way Roofing, una pequeña empresa en Albuquerque, después de la escuela secundaria. En 1993, Right Way Roofing fue nombrada Pequeña Empresa del Año por la Cámara de Comercio Hispano de Albuquerque.
Sánchez fue miembro de la Cámara de Representantes de Nuevo México por un mandato, representando al condado de Bernalillo. Como diputado, propuso una reforma educativa significativa que incluía vales para las escuelas autónomas. En 2001, patrocinó un proyecto de ley que crearía límites de mandato para la Legislatura de Nuevo México.
El 5 de junio de 2002, Sánchez recibió el 59% de los votos en la elección primaria republicana disputada por cuatro candidatos para gobernador de Nuevo México. Sánchez fue derrotado en las elecciones generales por el candidato demócrata Bill Richardson (55% a 39%).
El 1 de junio de 2010, Sánchez recibió el 39,6% de los votos en una elección primaria republicana para vicegobernador de Nuevo México. El 2 de noviembre de 2010, Susana Martínez y John Sánchez fueron elegidos en las elecciones generales por un margen de 53% a 47%.
El 24 de mayo de 2011, Sánchez anunció que su candidatura para el escaño en el senado de los Estados Unidos desocupada por el senador demócrata Jeff Bingaman en 2012.
También el 24 de mayo de 2011, la gobernadora de Nuevo México, Susana Martínez, declaró que restringiría las actividades de Sánchez a solo aquellas requeridas por la Constitución del Estado de Nuevo México.
Luego de la fecha límite de la Comisión Federal Electoral del 30 de junio de 2011, la campaña de Sánchez informó haber recaudado $312.000 dólares durante el período. De esa cantidad, Sánchez se prestó $200.000. Recaudó un total de $126.000 de 78 personas y seis sociedades de responsabilidad limitada (LLC).
La campaña de Sánchez recibió el respaldo del senador Rand Paul a fines de septiembre de 2011. El respaldo de Paul se anunció rápidamente después de que el oponente de las elecciones primarias de Sánchez, Greg Sowards, anunciara su propio respaldo del ícono del partido del té y excandidato al senado de los Estados Unidos por Nevada, Sharron Angle.
Sánchez retiró su candidatura al senado el 9 de febrero de 2012. Fue reelegido como vicegobernador en las elecciones generales de 2014.